# Замостье (Московская область)
Замостье — деревня в Сергиево-Посадском районе Московской области России, входит в состав сельского поселения Селковское.
Название связано с её расположением в центре болотного массива, для сообщения с деревней использовались мостки, то есть стлань, кладка по топким местам.

## Население
| 1835 | 1850 | 1857 | 1859 | 1895 | 1905 | 1926 | 2002 |
| ---- | ---- | ---- | ---- | ---- | ---- | ---- | ---- |
| 50   | ↗65  | ↗68  | ↗70  | ↗74  | ↘68  | ↗79  | ↘2   |
| 2006 | 2010 |      |      |      |      |      |      |
| ↗5   | ↘1   |      |      |      |      |      |      |

## География
Деревня Замостье расположена на севере Московской области, в северной части Сергиево-Посадского района, примерно в 88 км к северу от Московской кольцевой автодороги и 40 км к северу от станции Сергиев Посад Ярославского направления Московской железной дороги, по правому берегу реки Дубны, в окружении болот.
В 7 км к востоку от деревни проходит автодорога Р104, в 27 км западнее — автодорога Р112, в 26 км юго-западнее — Московское большое кольцо А108. Ближайшие населённые пункты — деревни Калошино и Сковородино.

## История
В «Списке населённых мест» 1862 года Замошье — владельческая деревня 2-го стана Переяславского уезда Владимирской губернии по левую сторону Углицкого просёлочного тракта, от границы Александровского уезда к Калязинскому, в 58 верстах от уездного города и 44 верстах от становой квартиры, при реке Дубне, с 6 дворами, фабрикой и 70 жителями (30 мужчин, 40 женщин).
По данным на 1895 год — деревня Федорцевской волости Переяславского уезда с 74 жителями (34 мужчины, 40 женщин). Основным промыслом населения являлось хлебопашество, 8 человек уезжали в качестве красильщиков по бумаге, шерсти и шёлку на отхожий промысел в Москву и Московскую губернию.
По материалам Всесоюзной переписи населения 1926 года — деревня Заболотьевского сельсовета Федорцевской волости Сергиевского уезда Московской губернии в 13 км от Угличско-Сергиевского шоссе и 44 км от станции Сергиево Северной железной дороги; проживало 79 человек (37 мужчин, 42 женщины), насчитывалось 18 крестьянских хозяйств.
С 1929 года — населённый пункт Московской области в составе:
- Калошинского сельсовета Константиновского района (1929—1939)[15],
- Заболотьевского сельсовета Константиновского района (1939—1957)[16],
- Заболотьевского сельсовета Загорского района (1957—1959)[17],
- Веригинского сельсовета Загорского района (1959—1963, 1965—1991)[17][18][19],
- Веригинского сельсовета Мытищинского укрупнённого сельского района (1963—1965)[19][20],
- Веригинского сельсовета Сергиево-Посадского района (1991—1994)[20],
- Веригинского сельского округа Сергиево-Посадского района (1994—2006)[21],
- сельского поселения Селковское Сергиево-Посадского района (2006 — н. в.)[22][23].